# Alexander Bowen
Alexander Raphael Bowen Smith (* 3. April 1993) ist ein panamaischer Leichtathlet, der sich auf den Hochsprung spezialisiert hat.

## Sportliche Laufbahn
Erste internationale Erfahrungen sammelte Alexander Bowen im Jahr 2014, als er bei den Zentralamerikameisterschaften in Tegucigalpa mit übersprungenen 2,16 m die Goldmedaille im Hochsprung gewann. Anschließend belegte er bei den Ibero-Amerikanischen Meisterschaften in São Paulo mit 2,15 m den sechsten Platz und erreichte dann beim Panamerikanischen Sportfestival in Mexiko-Stadt mit 2,10 m Rang sieben. Bei den U23-Südamerikameisterschaften in Montevideo gewann er mit einer Höhe von 2,15 m die Bronzemedaille hinter dem Brasilianer Fernando Ferreira und Eure Yáñez aus Venezuela. Daraufhin erreichte er bei den Zentralamerika- und Karibikspielen in Xalapa mit 2,15 m Rang sechs. Im Jahr darauf sicherte er sich bei den Südamerikameisterschaften in Lima mit 2,19 m die Bronzemedaille hinter Fernando Ferreira aus Brasilien und dessen Landsmann Talles Silva. Anschließend verteidigte er bei den Zentralamerikameisterschaften in Managua mit 2,15 m seinen Titel. 2016 klassierte er sich bei den Ibero-Amerikanischen Meisterschaften in Rio de Janeiro mit 2,15 m den achten Platz und 2017 siegte er mit 2,17 m bei den Zentralamerikameisterschaften in Tegucigalpa und gewann bei den Juegos Bolivarianos in Santa Marta mit 2,15 m die Bronzemedaille hinter dem Venezolaner Eure Yáñez und Arturo Chávez aus Peru. Daraufhin siegte er bei den Zentralamerikaspielen in Managua mit übersprungenen 2,10 m. Im Jahr darauf nahm er an den Südamerikaspielen in Cochabamba teil und belegte dort mit 2,19 m den fünften Platz. Anschließend erreichte er bei den Zentralamerika- und Karibikspielen in Barranquilla mit derselben Höhe Rang sieben. 2019 siegte er dann bei den Südamerikameisterschaften in Lima mit einer Höhe von 2,21 m.

## Persönliche Bestleistungen
- Hochsprung: 2,22 m, 5. Mai 2013 in Binghamton
  - Hochsprung (Halle): 2,22 m, 12. Februar 2013 in Boston